# Pierre Mardaga
Pour les articles homonymes, voir Mardaga (homonymie).
Pierre Mardaga, né à Liège en 1937 et mort en janvier 2006, est un éditeur belge.

## Biographie
Après avoir fondé la maison d'éditions Mardaga, consacrée à l'architecture, Pierre Mardaga rachète en 1972 les éditions Charles Dessart qui étaient orientées vers les domaines universitaires.

## Divers
En 1988, l'architecte Bruno Albert (1941-2023) dessine les plans des bureaux et atelier de Solédi, l'imprimerie de Pierre Mardaga, rue Saint-Vincent à Liège.
Le graphiste Roger Potier (1933-2014) apporte régulièrement sa collaboration aux publications menées par Pierre Mardaga.